# Tourville
Tourville es un municipio canadiense situado en la provincia de Quebec.

## Superficie
Tourville tiene una superficie de 164,36 km².

## Demografía
En 2021, tenía 576 habitantes, una densidad poblacional de 3,5 hab./km², y 337 viviendas.